# Збройні сили Мальти
Збройні сили Мальти — військова організація, сформована для військового захисту держави Мальта від внутрішніх і зовнішніх небезпек. Являє собою структуру чисельністю особового складу 1 609 осіб і складається зі штаб-квартири та трьох батальйонів.
Військовий бюджет $ 42 млн.

## Бойовий склад
- піхотний полк
- 2 піхотні роти
- 1 рота спеціального призначення
- рота підтримки та ППО
- штабна рота
- інженерний полк
- полк зв'язку
- авіаційне крило
- 8 патрульних катерів
- один танк Т-34 китайського виробництва

## Військово-повітряні сили
ВПС Мальти використовуються виключно для пошуково-рятувальних операцій на морі й не мають ударного компонента. Є найменшими за своїм розміром ВПС у світі.

## Оркестр збройних сил Мальти— Mehter
Оркестр збройних сил Мальти, який був перш відомий як Королівський Мальтійський Оркестр Артилерії, був заснований багато років тому. Оркестр супроводжував британські війська, дислоковані на Мальті. Протягом 1942 рр.., Внаслідок військових обставин, оркестр був підпорядкований Королівської Мальтійської Артилерії. Коли Королівська Мальтійська Артилерія, поряд з Королівським Мальтійським Оркестром Артилерії, припинила бути частиною британської Армії у вересні 1970, вони стали підкорятися мальтійському уряду.
Оркестр складається з 43 музикантів, під керуванням Артменеджера.